# Untitled 1 (a.k.a. "Vaka")
"Untitled #1 (a.k.a. "Vaka")" is een single van de IJslandse band Sigur Rós. Het is afkomstig van het album ( ) en werd op 12 mei 2003 uitgebracht. Het nummer heeft net zoals alle andere nummers op ( ) geen naam; de werktitel 'Vaka' is afgeleid van de naam van drummer Orri Páll Dýrason's dochter. Het Engelse "Untitled #1 (a.k.a. "Vaka")" is echter wel de meest gangbare naam.

## Opnamen en uitgave
"Untitled #1 (a.k.a. "Vaka")" werd zoals alle nummers van ( ) in begin 2002 opgenomen in de Sundlaugin Studio's in IJsland. Voor de single-uitgave werd echter door de band besloten om nieuw materiaal op te nemen en met de single uit te brengen. Deze drie nummers, die de titel "Smáskífa" kregen, werden in januari/februari 2003 opgenomen. Een van deze nummers was oorspronkelijk bedoeld om een remix van "Untitled #1 (a.k.a. "Vaka")" te worden. Het resultaat klonk echter zo verschillend dat het een geheel eigen nummer werd. De datum van uitgave van de single was oorspronkelijk gepland voor 21 april; dit werd later verschoven naar 12 mei. In overig Europa verscheen het op 26 mei en op 10 juni kwam het in de Verenigde Staten en Canada uit. De cd-versie van "Untitled #1 (a.k.a. "Vaka")" werd geleverd met een dvd waarop de door Floria Sigismondi geregisseerde muziekvideo, inclusief de twee voorgaande video's, staan. Naast de cd verscheen er ook een mini-cd versie en een 10-inch vinyl (beiden zonder dvd).

## Muziekvideo
De video begint met een groep kinderen op school, die gezamenlijk in een rij staan. Ze worden geïnspecteerd door een man, die delen van het gezicht van de kinderen bekijkt. Dan is het tijd voor de kinderen om buiten te gaan spelen, waarop ze gehaast en blij hun jassen, sjalen en mutsen aantrekken. De kinderen kijken door het raam naar buiten en zien een grote, rode gloed. Desondanks rennen ze de trap af en gaan ze door de deur naar buiten. Ze belanden in een surrealistische wereld, waarbij de lucht rood is en de grond bedekt is met as. Deze as valt uit de lucht en wordt door de kinderen beschouwd als sneeuw; ze gebruiken het om een sneeuwpop te creëren. In de omgeving zijn onder andere een uitgebrande auto, afgestorven bomen en een dode vogel te zien. Ook zijn de kinderen zijn naar buiten gerend met gasmaskers. Ze springen en stoeien met elkaar, en gebruiken de gasmaskers als speelgoed. Ook is te zien hoe sommige kinderen met buizen en stokken delen van de uitgebrande auto vernielen. Na een heftige stoeipartij valt een kind op de grond, waarbij ze haar gasmasker verliest. Het kind staart eindeloos de lucht (en de camera) in, waarna ze haar ogen sluit.
De video werd geregisseerd door Floria Sigismondi. Het was de eerste keer dat de Sigur Rós-leden een regisseur zijn/haar gang liet gaan, zonder enige bemoeienis. Sigismondi nam de video op in twee dagen in januari 2003. De opnamen vonden plaats in Toronto. Sigismondi, inwoner van New York tijdens de aanslagen op 11 september, over de video: "Na 11 september moest ik een gasmasker dragen als ik door New York wilde lopen. Alles was zo surrealistisch, je kon jezelf horen ademen. Wat ik met deze video wilde laten zien is kinderen die in een vreemde omgeving spelen, dat kinderen altijd kinderen zullen blijven, hoe uitzichtloos de omstandigheden ook zijn. Het gaat om overleven, en dat je minder gevoelig wordt voor je omgeving - wat eerst raar lijkt, zal later normaal worden."
Opvallend was dat video voor "Untitled #1 (a.k.a. "Vaka")" oorspronkelijk voor "Njósnavélin" bedoeld was. De muziekvideo werd gedebuteerd op het Sundance Film Festival in Salt Lake City op 23 januari 2003. Voor de rest van de wereld was het voor het eerst te zien op mtv.com, toen zij het op 1 februari online plaatsten. De video won de prijs voor 'best video' bij de MTV Europe Music Awards in 2003. In 2006 nam Pitchfork Media deze video op in hun lijst van '100 Awesome Music Videos'. In maart 2004 werd de video ook genomineerd voor een Canadese Juno Award.

## Nummers

### Cd en vinyl
1. "Untitled #1 (a.k.a "Vaka")" - 6:43
2. "Untitled #9 Smáskífa 1" - 4:38
3. "Untitled #9 Smáskífa 2" - 2:47
4. "Untitled #9 Smáskífa 3" - 4:22

### Dvd
1. "Svefn-g-englar" video - 9:14
2. "Viðrar vel til loftárása" video - 6:58
3. "Untitled #1 (a.k.a. "Vaka")" video - 6:38

## Medewerkers
- Sigur Rós - Productie, creatie, artwork
  - Jón Þór Birgisson - zang, gitaar, keyboard
  - Georg Hólm - basgitaar, keyboard, glockenspiel
  - Kjartan Sveinsson - keyboard, gitaar
  - Orri Páll Dýrason - drums, keyboard

- Ken Thomas - engineering, productie, mixing
- Marco Migliari - assistent-enigneering
- Mandy Parnell - mastering
- Alex Torrance - artwork
- D.C. - artwork

## Hitnoteringen
| Land                                   | Plaats |
| -------------------------------------- | ------ |
| Canadian Hot 100 (Canada)              | 4      |
| Tracklisten (Denemarken)               | 20     |
| Irish Singles Chart (Ierland)          | 31     |
| UK Singles Chart (Verenigd Koninkrijk) | 72     |